# Integração de sistemas
A integração de sistemas é definida em engenharia como o processo de reunir os subsistemas componentes em um sistema (uma agregação de subsistemas cooperando para que o sistema seja capaz de fornecer a funcionalidade abrangente) e garantir que os subsistemas funcionem juntos como um sistema,  e em tecnologia da informação  como o processo de vincular diferentes sistemas de computação e aplicativos de software física ou funcionalmente,  para atuar como um todo coordenado.
O integrador de sistemas integra sistemas discretos utilizando uma variedade de técnicas, como redes de computadores, integração de aplicativos empresariais, gerenciamento de processos de negócios ou programação manual. 
A integração de sistemas envolve a integração de sistemas existentes, muitas vezes díspares, de forma "que se concentre em aumentar o valor para o cliente"  (por exemplo, melhoria da qualidade e do desempenho do produto) e, ao mesmo tempo, fornecer valor à empresa (por exemplo, redução dos custos operacionais e melhoria do tempo de resposta).  No mundo moderno conectado pela Internet, o papel dos engenheiros de integração de sistemas é importante: cada vez mais sistemas são projetados para se conectar, tanto dentro do sistema em construção quanto em sistemas já implantados. 

## Métodos de integração
A integração vertical (em oposição à " integração horizontal ") é o processo de integração de subsistemas de acordo com sua funcionalidade, criando entidades funcionais também chamadas de silos .  A vantagem desse método é que a integração é realizada rapidamente e envolve apenas os fornecedores necessários, portanto, esse método é mais barato no curto prazo. Por outro lado, o custo de propriedade pode ser substancialmente mais alto do que o observado em outros métodos, já que, no caso de uma funcionalidade nova ou aprimorada, a única maneira possível de implementar (escalonar o sistema) seria implementando outro silo. Não é possível reutilizar subsistemas para criar outra funcionalidade. 
Integração em estrela, também conhecida como integração espaguete, é um processo de integração de sistemas onde cada sistema é interconectado a cada um dos subsistemas restantes. Quando observadas da perspectiva do subsistema que está sendo integrado, as conexões lembram uma estrela, mas quando o diagrama geral do sistema é apresentado, as conexões parecem espaguete, daí o nome desse método. O custo varia devido às interfaces que os subsistemas estão exportando. Em um caso em que os subsistemas estão exportando interfaces heterogêneas ou proprietárias, o custo de integração pode aumentar substancialmente. O tempo e os custos necessários para integrar os sistemas aumentam exponencialmente quando subsistemas adicionais são adicionados. Da perspectiva dos recursos, esse método muitas vezes parece preferível, devido à extrema flexibilidade da reutilização da funcionalidade. 
Integração horizontal ou Enterprise Service Bus (ESB) é um método de integração no qual um subsistema especializado é dedicado à comunicação entre outros subsistemas. Isso permite reduzir o número de conexões (interfaces) para apenas uma por subsistema, que se conectará diretamente ao ESB. O ESB é capaz de traduzir a interface em outra interface. Isso permite cortar os custos de integração e proporciona extrema flexibilidade. Com sistemas integrados usando esse método, é possível substituir completamente um subsistema por outro que forneça funcionalidade semelhante, mas exporte interfaces diferentes, tudo isso completamente transparente para o restante dos subsistemas. A única ação necessária é implementar a nova interface entre o ESB e o novo subsistema. 
O esquema horizontal pode ser enganoso, no entanto, se pensarmos que o custo da transformação intermediária de dados ou o custo da transferência de responsabilidade sobre a lógica empresarial pode ser evitado. 
A integração do ciclo de vida industrial é um processo de integração de sistemas que considera quatro categorias ou estágios de integração: implementação inicial do sistema, engenharia e design, serviços de projeto e operações.  Essa abordagem incorpora os requisitos de cada estágio do ciclo de vida do ativo industrial ao integrar sistemas e subsistemas. O principal resultado é uma arquitetura de dados padronizada que pode funcionar durante toda a vida útil do ativo.
Um formato de dados comum é um método de integração para evitar que cada adaptador tenha que converter dados de/para formatos de outros aplicativos. Os sistemas de integração de aplicativos corporativos (EAI) geralmente estipulam um formato de dados independente de aplicativo (ou comum).  O sistema EAI geralmente também fornece um serviço de transformação de dados para ajudar a converter entre formatos comuns e específicos do aplicativo. Isso é feito em duas etapas: o adaptador converte as informações do formato do aplicativo para o formato comum do barramento. Em seguida, transformações semânticas são aplicadas (convertendo códigos postais em nomes de cidades, dividindo/mesclando objetos de um aplicativo em objetos de outros aplicativos e assim por diante).

## Desafios da integração
A integração de sistemas pode ser desafiadora para as organizações e esses desafios podem diminuir seu retorno geral sobre o investimento após a implementação de novas soluções de software. Alguns desses desafios incluem falta de confiança e vontade de compartilhar dados com outras empresas, falta de vontade de terceirizar várias operações para terceiros, falta de comunicação e responsabilidades claras, desacordo entre parceiros sobre onde a funcionalidade deve residir, alto custo de integração, dificuldade em encontrar bons talentos, silos de dados e padrões comuns de API .  Estes desafios resultam na criação de obstáculos que “impedem ou retardam a integração dos sistemas empresariais dentro e entre as empresas”.  Comunicação clara e troca simplificada de informações são elementos-chave na construção de integrações de sistemas de longo prazo que podem dar suporte aos requisitos de negócios.

## Benefícios da integração
Por outro lado, projetos de integração de sistemas podem ser incrivelmente recompensadores. Para sistemas legados e desatualizados, diferentes formas de integração oferecem a capacidade de permitir o compartilhamento de dados em tempo real. Isso pode permitir, por exemplo, modelos de distribuição de dados entre editores e assinantes, bancos de dados consolidados, arquiteturas orientadas a eventos, reduzir a entrada manual de dados do usuário (o que também pode ajudar a reduzir erros), atualizar ou modernizar o front-end do aplicativo e transferir consultas e relatórios de sistemas operacionais caros para sistemas de commodities mais baratos (o que pode economizar custos, permitir escalabilidade e liberar poder de processamento no sistema operacional principal). Normalmente, uma análise de custo-benefício abrangente é realizada para ajudar a determinar se um projeto de integração vale a pena.

## Links externos
- CSIA (Associação de Integradores de Sistemas de Controle)